# Eat the Elephant
Eat the Elephant è il quarto album in studio del gruppo musicale statunitense A Perfect Circle, pubblicato il 20 aprile 2018 dalla BMG Rights Management.
Si tratta del primo disco di inediti del gruppo pubblicato in quattordici anni, dopo Emotive del 2004. È stato realizzato con l'assistenza del produttore discografico Dave Sardy, segnando la prima collaborazione degli A Perfect Circle con un produttore esterno.

## Scrittura e registrazione

### Fase iniziale
Nel dicembre 2008 il frontman Maynard James Keenan dichiarò di aver iniziato a scrivere del materiale insieme al chitarrista Billy Howerdel da plasmare in nuove canzoni degli A Perfect Circle, senza l'intento di realizzare un intero album. Tra il 2008 e il 2010 Howerdel continuò a scrivere nuovi demo per presentarli a Keenan
come potenziali brani degli A Perfect Circle, sviluppando quelli scartati dal frontman per il suo progetto solista Ashes Divide. Procedendo con questo modus operandi, Howerdel si convinse di poter pubblicare un album degli A Perfect Circle tra il 2011 ed il 2012. Tuttavia, questo processo di composizione si rivelò lento ed inconcludente, per via dell'incapacità di trovarsi d'accordo sulla direzione artistica da intraprendere.
Successivamente, con la ripresa a tempo pieno delle attività del gruppo ufficializzata nel 2010 e culminata con la pubblicazione dell'unico brano emerso dalle sessioni tra il 2008 ed il 2010, By and Down, Howerdel tornò a parlare di un possibile nuovo album, dichiarando che «il 75% del lavoro era già stato fatto» e che mancava solo il contributo vocale di Keenan.
A differenza di quanto successo con Mer de Noms e più similmente a quanto successo con Thirteenth Step, Keenan non si limitò ad incidere su i demo di Howerdel, ma piuttosto cercò di imporsi dal punto di vista stilistico, spingendo Howerdel a rivedere costantemente il materiale. Per via di questi disaccordi tra le due menti creative del gruppo il processo di realizzazione di Eat the Elephant si dimostrò sempre più tortuoso, portando di fatto ad una situazione di stallo. Nonostante aggiornamenti sulle sessioni condivisi dal gruppo tra il 2014 ed il 2016, la stasi si risolse nel 2017, quando Keenan si ritrovò libero dai propri impegni verso i suoi altri progetti.

### Fase finale
La realizzazione di Eat the Elephant entrò nel vivo nel febbraio 2017, dove il gruppo venne seguito per la prima volta da un produttore esterno, Dave Sardy. Sardy si rivelò determinante nel svoltare la situazione, permettendo ad Howerdel di occuparsi esclusivamente della musica e non più anche della produzione. Le registrazioni furono organizzate di modo che Howerdel e Keenan potessero lavorare a distanza tramite Internet; Howerdel si trovava in studio insieme a Sardy mentre Keenan registrava le parti vocali nel suo home studio, assistito da Mat Mitchell dei Puscifer. In questa fase, grazie all'aiuto di Sardy, i demo strumentali realizzati da Howerdel negli anni vennero rivisitati completamente prima di essere presentati a Keenan. Per via di questo processo di costante rimaneggiamento, la maggior parte dei brani vennero riarrangiati in diverse iterazioni prima di essere ultimati. Ad esempio, la title track Eat the Elephant attraversò numerose incarnazioni, dopo essere stata concepita inizialmente per il progetto solista di Howerdel Ashes Divide. Howerdel aveva quasi completato il brano quando venne contattato dal frontman dei Linkin Park Chester Bennington mentre stava lavorando a One More Light, chiedendogli di collaborare alla realizzazione di una canzone da includere nel disco. I due iniziarono a lavorare attorno al demo di Eat the Elephant, ma l'idea venne presto abbandonata per via delle sue sonorità non il linea con il resto dell'album. Infine, il demo venne riconcepito totalmente dal punto di vista musicale da Howerdel e Sardy con Keenan che ne riscrisse il testo.
Le sessioni di tracking iniziarono nel mezzo del 2017 e, a seguito di un rallentamento causato dalla tournée nordamericana intrapresa in quel periodo, terminarono nel gennaio 2018, prima del previsto. Il disco venne poi finalizzato e masterizzato per la fine dello stesso mese.

## Composizione
Contrariamente all'album precedente, Emotive, dove Howerdel ha figurato come cantante in alcune tracce, tutte le parti vocali di Eat the Elephant sono state realizzate esclusivamente da Keenan. Howerdel si è invece occupato della maggior parte della strumentazione dell'album: tutte le parti di chitarra, tastiera, pianoforte e anche di basso, ad eccezione di By and Down the River (rifacimento di By and Down) e Feathers, incise dal bassista del gruppo Matt McJunkins. Le parti di batteria sono invece state realizzate da quattro diversi batteristi: Jeff Friedl, Matt Chamberlain, Isacc Carpenter e Dave Sardy. Inoltre, Il chitarrista James Iha non ha partecipato alle registrazioni. A differenza di quanto operato nei precedenti lavori degli A Perfect Circle, i brani non sono stati composti a partire dalla chitarra ma dalla tastiera, le cui melodie sono poi state trasposte per chitarra o lasciate invariate, accompagnate dalle chitarre come elemento di contorno.

## Testi e tematiche
I testi di Eat the Elephant, scritti interamente dal cantante Maynard James Keenan, affrontano temi relativi alla società moderna, religione e politica. In particolare, The Doomed affronta in modo nichilista temi come la disuguaglianza sociale e di ricchezza, la mentalità conservatrice e il cristianesimo moderno. Disillusioned parla della società dell'«appagamento immediato», ridotta all'utilizzo ossessivo di smartphone e social network. TalkTalk commenta la tendenza popolare ad offrire semplicemente le proprie preghiere piuttosto che impegnarsi a risolvere problemi come la violenza armata.
Un'altra tematica ricorrente all'interno di Eat the Elephant è l'essere alle prese con la morte altrui. Howerdel ha spiegato che la title track nasce proprio come una risposta personale al suicidio di due persone a lui vicine. Una prima versione del brano era infatti stata coscritta insieme a Chester Bennington dei Linkin Park, suicidatosi nel luglio 2017. Il chitarrista ha anche ammesso di essere stato colpito dalla morte di Malcolm Young degli AC/DC, avvenuta anch'essa nello stesso anno. Inoltre, la traccia So Long, and Thanks for All the Fish allude alle morti di numerosi personaggi della musica e dello spettacolo avvenute nel 2016 come David Bowie, Gene Wilder, Carrie Fisher e Muhammad Ali. Il brano Disillusioned è invece stato concepito all'indomani del suicidio di Robin Williams.

## Promozione

Il video di The Contrarian presenta una serie di immagini e personaggi raccapriccianti, tra cui un burattinaio definito da Revolver come «stranamente somigliante al presidente Donald Trump».

Nel marzo 2017 gli A Perfect Circle hanno annunciato di aver siglato un contratto con l'etichetta BMG Rights Management per la pubblicazione del loro quarto album. La scelta è ricaduta su quest'ultima perché, a detta dei due fondatori del gruppo, BMG gli avrebbe permesso di esercitare un completo controllo dal punto di vista artistico, non pretendendo di ascoltare alcun materiale prima della pubblicazione. Il gruppo si è poi imbarcato in tournée in due diverse tappe (una tra aprile e maggio ed una tra ottobre e dicembre) allo scopo di riconnettersi con il pubblico e mettersi alla prova con i nuovi brani. In quest'occasione fecero il loro debutto Feathers ad aprile e Hourglass a maggio.
Dopo aver pubblicato un teaser criptico nei giorni immediatamente precedenti, il 16 ottobre 2017 il gruppo ha pubblicato il singolo The Doomed, per cui è stato diffuso un video musicale il 16 novembre successivo. Il 1º gennaio 2018 è stata invece la volta del secondo singolo Disillusioned, seguito il 5 febbraio dall'annuncio del titolo dell'album, accompagnato dalla condivisione di una terza traccia, TalkTalk. Un ultimo singolo, So Long, and Thanks for All the Fish, è stato presentato su BBC Radio 1 ad una settimana dal lancio del disco.

## Pubblicazione
Eat the Elephant è stato pubblicato il 20 aprile 2018 nei formati CD, LP, download digitale e box set, quest'ultimo comprendente un film olografico della durata dell'intero album. Il filmato, che di fatto rende Eat the Elephant il primo "album olografico" della storia, è stato girato da Steven Sebring e presenta anche il contributo dei membri del gruppo. Dalla pellicola sono stati estratti due video musicali in 2D per i brani TalkTalk e The Contrarian.

## Tracce
Testi e musiche di Maynard James Keenan e Billy Howerdel.
1. Eat the Elephant – 5:13
2. Disillusioned – 5:53
3. The Contrarian – 3:58
4. The Doomed – 4:41
5. So Long, and Thanks for All the Fish – 4:26
6. TalkTalk – 4:15
7. By and Down the River – 5:04 – rifacimento di By and Down
8. Delicious – 3:49
9. DLB – 2:06
10. Hourglass – 5:14
11. Feathers – 5:48
12. Get the Lead Out – 6:40

## Formazione
Hanno partecipato alle registrazioni, secondo le note di copertina:
Gruppo
- Maynard James Keenan – voce
- Billy Howerdel – strumentazione

Altri musicisti
- The APC Drum Orchestra – batteria orchestrale
  - Jeff Friedl
  - Matt Chamberlain
  - Isaac Carpenter
  - Dave Sardy – arrangiamento strumenti ad arco (traccia 5)
- Matt McJunkins – basso (tracce 7 e 11)
- UZ – scratch (traccia 12)

Produzione
- Dave Sardy – produzione, missaggio
- Billy Howerdel – produzione, ingegneria del suono aggiuntiva
- Maynard James Keenan – produzione, illustrazione
- Stephen Marcussen – mastering
- Jim Monti – ingegneria del suono
- Cameron Barton – ingegneria del suono secondaria, ingegneria del suono aggiuntiva
- Mat Mitchell – ingegneria parti vocali
- Smiley Sean – ingegneria del suono aggiuntiva
- Justin McGrath – ingegneria del suono aggiuntiva
- Jeremy Tomlinson – assistenza tecnica
- Geoff Neal – assistenza tecnica
- Zack Zajdel – assistenza tecnica
- Steven Sebring – copertina
- Meats Meier – illustrazione

## Classifiche

### Classifiche settimanali
| Classifica (2018)         | Posizione massima |
| ------------------------- | ----------------- |
| Australia                 | 2                 |
| Austria                   | 2                 |
| Belgio (Fiandre)          | 7                 |
| Belgio (Vallonia)         | 10                |
| Canada                    | 3                 |
| Finlandia                 | 6                 |
| Francia                   | 18                |
| Germania                  | 2                 |
| Giappone                  | 91                |
| Italia                    | 7                 |
| Irlanda                   | 19                |
| Norvegia                  | 8                 |
| Nuova Zelanda             | 3                 |
| Paesi Bassi               | 12                |
| Polonia                   | 14                |
| Regno Unito               | 12                |
| Spagna                    | 15                |
| Stati Uniti               | 3                 |
| Stati Uniti (alternative) | 1                 |
| Stati Uniti (rock)        | 1                 |
| Svezia                    | 18                |
| Svizzera                  | 2                 |

### Classifiche di fine anno
| Classifica (2018)  | Posizione |
| ------------------ | --------- |
| Stati Uniti (rock) | 64        |